# Халијимајле (Хаваји)
Халијимајле (енгл. Haliimaile) насељено је место за статистичке потребе у америчкој савезној држави Хаваји. По попису становништва из 2010. у њему је живело 964 становника.

## Демографија
Према попису становништва из 2010. у граду је живело 964 становника, што је 69 (7,7%) становника више него 2000. године.
| Група             | 2000.       | 2010.       |
| Белци             | 140 (15,6%) | 183 (19,0%) |
| Афроамериканци    | 0 (0,0%)    | 1 (0,1%)    |
| Азијати           | 366 (40,9%) | 337 (35,0%) |
| Хиспаноамериканци | 56 (6,3%)   | 113 (11,7%) |
| Укупно            | 895         | 964         |